# Повідь у Центральній Європі (2024)
Повідь у Центральній Європі 2024 року — повідь, що почалася в Центральній Європі в п'ятницю 13 вересня 2024. Стала наслідком приходу циклону «Борис», який спричинив різке похолодання і опади (сильні тривалі дощі, а в Альпах і Шумаві — снігопад).

## Причини
Кінець весни та початок літа 2024 року супроводжували численні сильні шторми в Центральній Європі (повідь на південному заході Німеччини, півдні Німеччини та Швейцарії), викликані дуже нестабільною реактивною течією, тобто швидкорухомими потоками повітря. Лише у серпні встановилася стабільніша літня погода. Цей місяць став ще одним рекордно теплим місяцем у деяких регіонах Центральної Європи, наприклад, в Австрії. На другому тижні вересня реактивна течія знову стала нестабільна. Перед і позаду циклону, що рухається у бік Скандинавії, відбулися два потужних вторгнення холодного повітря на регіон центрального Середземномор'я. За кілька днів регіональна температура впала на 20 °C з середини літа до позначки нижче 10 °C.
11 і 12 вересня вихор низького тиску з висотним низьким ядром, що отримав міжнародну назву «Борис», а в Берлінському університеті — «Анетт», сформувався на протяжному холодному фронті над північною Італією. Сильний південний потік перед Скандинавським мінімумом спричинив те, що італійський мінімум перемістився класичним шляхом до Карпатського басейну. Різкі кліматичні контрасти над Європою, зокрема північні та південні течії довжиною понад 2000 км, висока температура в Середземномор'ї та полярне повітря над Північним морем, спричинили значне перенесення вологи до східної частини Центральної Європи та інтенсивне накопичення опадів у Карпатах та Північних Альпах.
Ситуація посилюється через глобальне потепління, через яке Середземне море нагрівається, а атмосфера поглинає більше вологи, що призводить до збільшення кількості опадів у хорошу погоду. У середині вересня 2024 року температура Середземномор'я досягла рекордних значень, коливаючись від 25 °C до 30 °C у північному середземноморському регіоні. Це означає, що показники в деяких випадках були значно більш ніж на 4 °C вище довгострокового середнього показника.
Німецька погодна модель «ICON» прогнозує до 500 л/м² протягом 72 годин у районі Карконоші. Такі значення, можливо, відповідали б тисячолітній поведі на Ельбі та Одері. Для східного регіону Північних Альп і центрального Дунаю австрійська модель «AROME/INCA» прогнозує понад 300 л/м², інші моделі навіть дають 400 л/м². На місцях можливі столітні поведі. Однак хвиля паводка пом'якшилася завдяки великій кількості свіжовипавшого снігу в Альпах. У високих Альпах від центральної Швейцарії до Австрії очікується до 2 метрів свіжого снігу, зі снігопадами до більш високих постійних поселень на висоті близько 1000 м.

## Польща

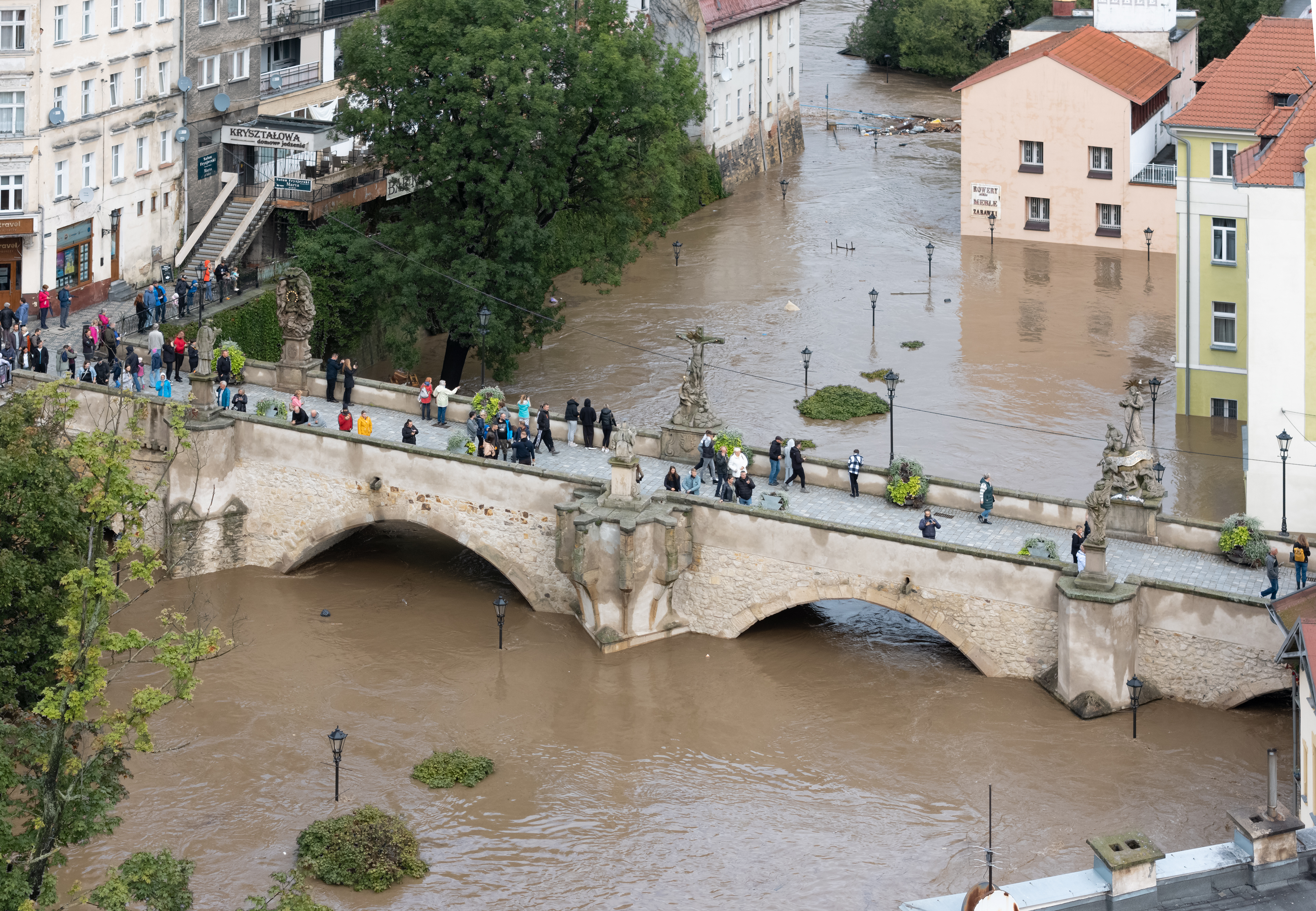
Рівень води під час пікового рівня відносно історичного кам’яного мосту через річку Млинівка, Клодзько, Польща, 15 вересня 2024 року

15 вересня було видано розпорядження про евакуацію 1600 осіб у Клодзькому повіті, у містах: Льондек-Здруй, Строне Шльонське, Клодзько, Бистрица-Клодзька, а також у селах: Мендзигуже, Вілканів, Горжанів, Олджиховиці-Клодзкі, Кросновиці, Желязно, Тшебешовиці, Радохів, Домашків, Длугополе-Здруй, Длугополе Дольне, Длугополе Гірне. Мер Вроцлава оголосив тривогу про повінь для всього міста об 23:00. Також було оголошено про евакуацію мешканців прилеглих до Ниси-Клодзької територій у гмінах Бардо та Камінець-Зонбковіцький. У Бельсько-Бялі евакуювали мешканців вул. Собеського, Живецька та Водна. Окремі люди були евакуйовані із Забелкова, Халупків, Ридултів, Зебжидовиць та Ясениці. Першою смертельною жертвою повені в Польщі став чоловік у Кросновицях . У другій половині дня тіло 42-річного чоловіка знайшли в струмку в Бельсько-Бялій.

## Чехія

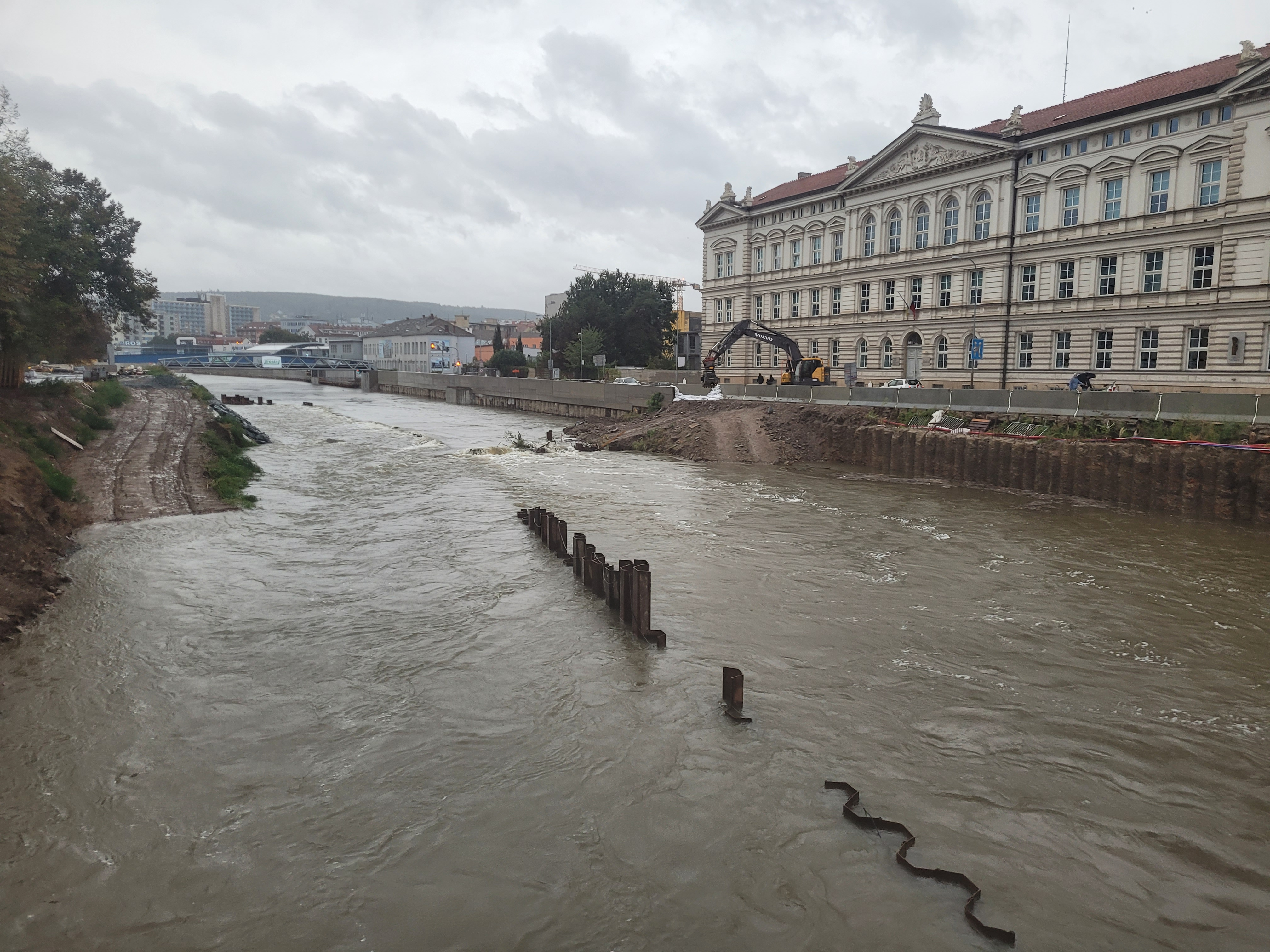
Високий рівень води на Свратці у Брно, 14 вересня 2024 року

На 244 гідрологічних постах біля Чехії було зафіксовано одне із рівней активності повідей. Було зупинено рух на десятках залізничних маршрутів та доріг. Понад 250 тисяч домівок лишилися без електрики. Було скасовано численну кількість культурних та спортивних заходів. Влада розпочала евакуацію та зводить у містах огородження проти повіддя.

## Австрія
Влада Австрії оголосила надзвичайний стан у Відні, Нижній Австрії, Верхній Австрії. 

### Відень
Річка Відень, яка у звичайний час тече мляво, стала бурхливою водоймою та затопила велосипедні доріжки та вулиці. Підтоплено полотна деяких маршрутів метрополітену. 

### Нижня Австрія
Майже 300 шосе у Нижній Австрії були закриті, 1800 осіб були евакуйовані. Близько 3500 домогосподарств наразі без світла. Деяку частину маршрутів потягів прийшлось скасувати. У деяких регіонах Нижньої Австрії почалися проблеми із постачанням води до домівок.

### Верхня Австрія
Малі та середні водойми Верхньої Австрії вийшли з берегів. Через повінь було викликано багато пожежних підрозділів. Як запобіжний захід 14 вересня у Маутгаузені, у Ґрайні та у Саксені було встановлено захист від повідей. Частина захисту від повідей також була установлена в Ланґенштейні (в так званій затоці Сант-Ґеорґенер). 

## Загиблі
| Країна     | Кількість |
| ---------- | --------- |
| Австрія    | 5         |
| Румунія    | 7         |
| Польща     | 7         |
| Чехія      | 4         |
| Словаччина | 1         |

## Зниклі безвісти
| Країна | Кількість |
| ------ | --------- |
| Чехія  | 7         |